# Matteo Brighi
Matteo Brighi (Rimini, 14 februari 1981) is een Italiaans voetballer die als middenvelder speelt. Hij verruilde in het seizoen 2007/2008 Chievo Verona voor AS Roma. In 2002 debuteerde hij in het Italiaans voetbalelftal in een vriendschappelijke interland tegen Slovenië.
Brighi komt uit de jeugdopleiding van Rimini en speelde twee seizoenen voor Juventus FC. Hij werd in 2002 uitgeroepen tot Italiaans Talent van het jaar. Hij wist hierna niet meer te imponeren en werd door Juventus verhuurd aan Bologna, Parma en Brescia. Hierna nam AS Roma hem over en verhuurde hem op haar beurt aan Chievo Verona.
Het eerste seizoen bij Roma speelde Brighi enkele wedstrijden. Hij brak definitief door in het seizoen 2007/2008.